# Daoism

Daoistisk symbol som representerar samspelet mellan yin och yang.

Det kinesiska skrivtecknet för dao.

Daoism eller taoism (kinesiska 道教, pinyin dàojiào, Wade-Giles tao4-chiao4) är en av Kinas tre traditionella religioner/filosofier, jämte konfucianismen och buddhismen.
Dao (kinesiska: 道, pinyin: dào, Wade-Giles: tao4) betyder ordagrant "väg"; på japanska har det blivit tō, i exempelvis shintō, "gudarnas väg". Det västerländska ordet tao är mycket gammalt, och från transkriberingssystemet Wade-Giles. I pinyin, som är det oftast använda transkriberingssystemet i dag, skrivs ordet dao.

## Oklart ursprung
Daoismens historiska ursprung är osäkert. Vanligen betraktar man Lao Zi, en äldre samtida till Konfucius, som dess grundare; en senare viktig tänkare och författare är Zhuang Zi. Som religiös skola går den tillbaka till Handynastin då den organiserades efter buddhistisk förlaga men med egna doktriner. Kinesisk folktro, med en uppsjö av gudar, odödliga, andar och annat övernaturligt, brukar ofta förknippas med daoism.
Trots att daoismen och buddhismen uppstod oberoende av varandra (och ungefär samtidigt), så har de i sitt äldsta skikt stora likheter, och i senare kinesisk tradition är blandformer vanliga. Daoismen har dock, till skillnad från buddhismen, ingen systematisk lära och ingen uppsättning rekommenderade levnadsregler för lekmän. Men i likhet med buddhismen finns det en daoistisk kanon, Daozang. När buddhismen kom till Kina, tog den upp daoismens mer avancerade tankar; i gengäld kom den daoistiska traditionen samtidigt att koncentrera sig mer och mer på folkliga kulthandlingar.
Daoismens äldsta urkunder är Tao te ching, som brukar tillskrivas Lao Zi, Zhuang Zi, och Taipingjing. Till daoismens urkunder räknas också I ching ("Förändringarna" eller "Förvandlingarnas bok"), ett verk som dock också konfucianerna skattade högt.

## Svårförståelig mystik

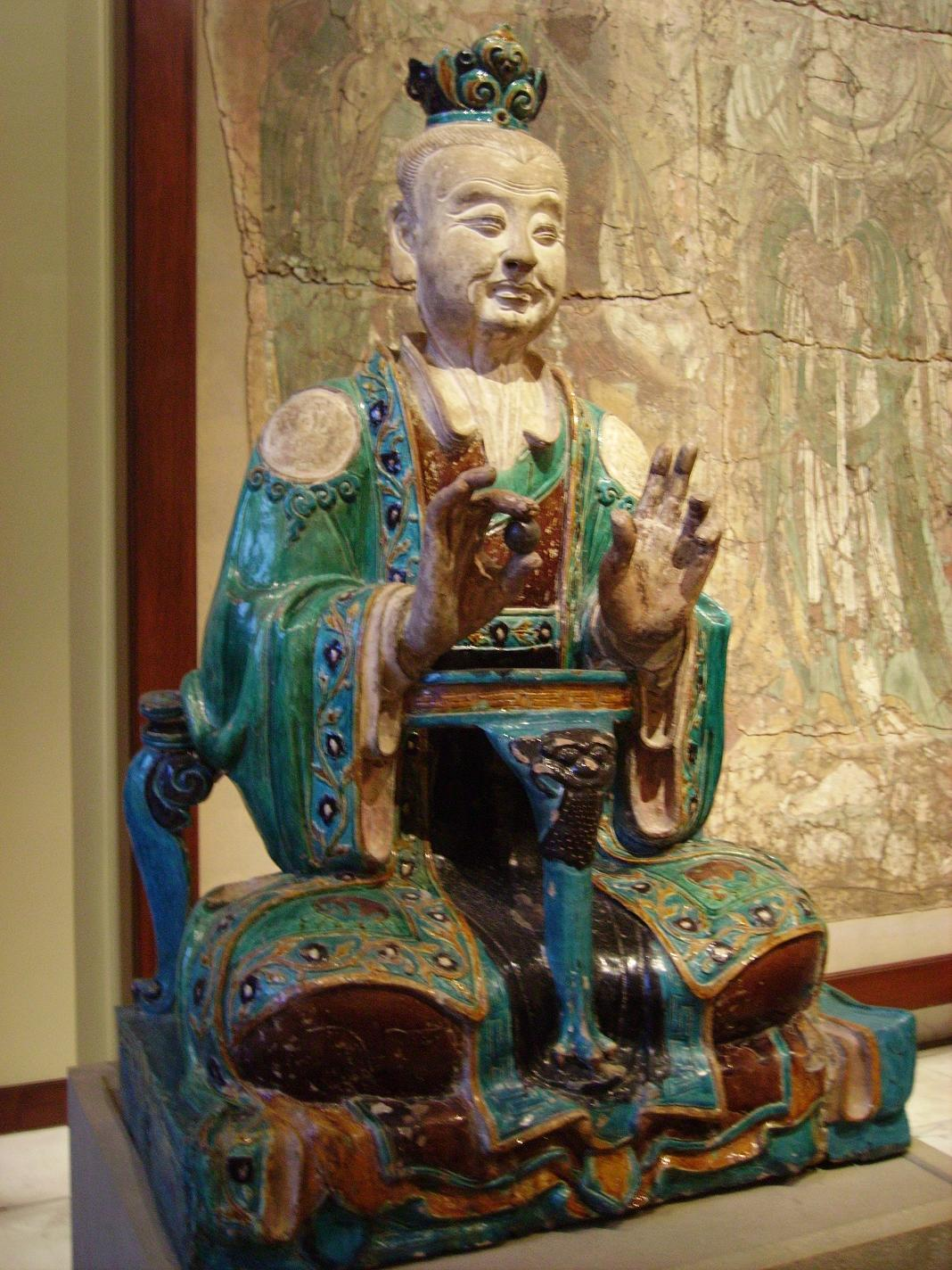
Daoistisk gud.

Den filosofiska daoismen är religiös mystik som kan vara svår att förstå. De tänkare som från början utformat daoismen har inte försökt göra den mer lättillgänglig genom att som många andra religioner utnyttja symboler i förklarande syfte. I stället lär de att verkligheten i vissa avseenden är bortom våra sinnens begränsade kapacitet och att omskrivningar och beskrivningar inte kan avslöja sanningen.  Begreppet dao kan i realiteten inte preciseras eller fastställas. Översatt betyder dao "vägen", vilket visar att religionens inriktning är att erbjuda människan metoder för att själv skaffa sig kunskap och insikt. Dao är även de dolda mönster som vi kan skönja i mikrokosmos och makrokosmos. Dao är också Det absoluta, den högsta principen, och närmar sig där mystikens gudsbegrepp i de monoteistiska världsreligionerna. Dao är den största kraften ur vilken allt har uppstått. Dao finns överallt och har alltid existerat eftersom det är bortom tiden, och dao är även utan form och absolut dolt, eftersom det är bortom rummet.  Vidare beskrivs Dao som det mörker varifrån ljuset kommer. Det är tomhet, men samtidigt något absolut som finns i allt och samtidigt är orörligt. 
Daoismen använder inte begreppet "gud" om Det absoluta, den yttersta sanningen, eftersom detta skulle begränsa dao. Dao har inte heller några mänskliga karaktärsdrag, till skillnad från gudar i många religioner. Dyrkan av gudar förekommer hos daoister med tillhörighet i flera religioner, men majoriteten daoister förnekar förekomsten av personliga gudar liksom tron på en Gud som universums och världens skapare. "Modern" är emellertid en term som ibland tas i anspråk för att sinnebildligt referera till det ursprungliga.

## Vägen genom människans inre
Det Absoluta låter sig alltså inte beskrivas, men kan upplevas i människans inre. Genom meditation och kontemplation kan vårt medvetande befrias från störande tankar och intryck, vilket skapar utrymme för Dao. Människor rekommenderas att "tänka utan tankar" under dessa övningar, vilket är detsamma som att befria oss från språket under meditationen. Språk i allmänhet, och vårt modersmål i synnerhet, anses föra oss in på det vi måste bort ifrån: beskrivningar, kategoriseringar, analyser och definitioner. I stället kan vi frammana bilden av att vi och hela den verklighet vi känner till endast är en del av en del i något större. Upplevelsen av enhet med helheten är en insikt som kan ge oss en intuitiv insikt om vad Dao är.
Vi måste således ge upp det systematiska, analyserande sökandet för att finna den rätta vägen. Om vi ska lyckas med detta måste vi också våga släppa taget om vårt skyddade och inrotade sätt att betrakta tillvaron. Avsikten är emellertid inte att vi ska försjunka i världsfrånvändhet – dao ska "levas" och det är i vardagslivet som vi gör de viktigaste erfarenheterna. Det är denna verklighet som vi enligt daoismen bör uppleva allt som en enda enhet, och denna upplevelse leder fram till att människans "jag" endast är en illusion. En värld där alla människor söker öppna sig för och leva i enlighet med dao ska enligt daoismen komma att blomstra. Därigenom är daoismen både individens, samhällets och kosmos väg. 
I svensk skönlitteratur kommer daoistiska (och buddhistiska) tankar till uttryck hos Harry Martinson; i den brittiska litteraturen betecknade sig John Cowper Powys som daoist. Den amerikanska konstnären Agnes Martins, "den mest berömda okända konstnären i Amerika”, måleri är starkt influerad av daoismen. Författaren Ursula K. Le Guin var livslång taoist. Förutom influenser i flera av hennes litterära verk komponerade hon en egen tolkning av Tao te ching baserat på flera befintliga översättningar och sin egen förståelse.